# Iris Hanika
Iris Hanika (Würzburg, 18 ottobre 1962) è una scrittrice tedesca.

## Biografia
Nata a Würzburg e cresciuta a Bad Königshofen. A Berlino, dove vive dal 1979, ha studiato Letteratura universale e comparata. Ha scritto il suo primo romanzo nell'estate del 1989. Dal 1998 recensisce libri politici per il quotidiano tedesco Frankfurter Allgemeine Zeitung. Tra 2000 e 2008 Hanika ha scritto per la rivista tedesca Merkur. Nel 2006 è stata premiata con il premio letterario Hans Fallada e nel 2011 il suo romanzo, L'essenziale, è stato premiato con il premio LiteraTour Nord. Lo stesso romanzo l'anno precedente aveva ricevuto il Premio letterario dell'Unione europea.

## Opere tradotte in italiano
- L'essenziale (Das Eigentliche, 2010), Roma, Atmosphere libri, 2012 traduzione di Monica Pesetti ISBN 978-88-6564-022-7.